# 신포석
신포석은 이전에 둔 적이 없는 새로운 형태의 포석이다. 이전에 두었던 3선 위주의 천편일률적이고 획일적인 포석에서 과감히 벗어나 '4선과 중앙'을 중시하고 재해석한 '자유로운 착상의 포석'으로, 1933년 기타니 미노루와 오청원에 의해 개발되었다.